# Мамедов, Халил Мамед оглы
Хали́л Маме́д оглы́ Маме́дов (азерб. Xəlil Məmməd oğlu Məmmədov; 5 мая 1916, Шуша, Кавказское наместничество — 21 февраля 1989, Баку) — азербайджанский советский офицер, Герой Советского Союза, генерал-майор милиции, министр внутренних дел Азербайджанской ССР (1960—1965).

## Биография
Родился в 1916 году в городе Шуша Азербайджана. Азербайджанец. В 1937 году после окончания промышленного техникума работал инженером на заводе в городе Кызыл-Арват Туркменистана. Член КПСС с 1941 года.
В 1938 году призван в Красную Армию — РККА. Окончил курсы усовершенствования командного состава РККА.

### Великая Отечественная война
Боевое крещение принял в боях за Крым. Участвовал в сражениях по обороне Кавказа, освобождении Украины (Крыма, Донбасса, Запорожья), Румынии, Венгрии, Австрии, прошёл с боями по дорогам Чехословакии, Болгарии, Югославии.
За годы войны прошёл путь от рядового танкиста до командира танкового батальона.
Среди однополчан Халил Мамедов слыл «мастером дерзких атак», «мастером ночного наступления», «бесстрашным Мамедовым».
Глубокой ночью в канун 1942 года танковый батальон Халила Мамедова вместе с отрядом моряков высадился в районе Феодосии — так началась операция по освобождению Керченского полуострова. На Крымской земле Халил Мамедов впервые был ранен, здесь получил свою первую боевую награду — орден Красной Звезды.
Летом 1943 года Халил Мамедов был назначен командиром 1-го танкового батальона 3-й танковой Чаплинско-Будапештской Краснознамённой бригады 23-го танкового корпуса (2-й Украинский фронт).
В сентябре 1943 года часть Халила Мамедова начала бои за освобождение Донбасса. За самоотверженность и героизм на полях сражений Халил Мамедов был награждён вторым орденом Красной Звезды.
За освобождение Запорожья Халил Мамедов был награждён орденом Александра Невского. Особо отличились танкисты Мамедова в период боёв на правобережной Украине. За уничтожение группировки противника, окружённой в районе Шевченковских хуторов командир танкового батальона Халил Мамедов был награждён орденом Красного Знамени.
Танкисты Мамедова отличились и в сражениях за освобождение Румынии. В течение 15 дней боёв на румынской земле они уничтожили 4 танка, два самоходных орудия, 64 пушки, 191 автомашину, 108 пулеметов и 1375 фашистских солдат и офицеров.
В конце декабря 1944 года танковый батальон Халила Мамедова форсировал Дунай и вместе с другими подразделениями принял участие в ликвидации окружённой группировки фашистов в столице Венгрии. Освобождение Будапешта и разгром противника в районе озера Балатон стали выдающейся победой советских войск.
В боях за изгнание фашистов из Венгрии танкисты подразделения Халила Мамедова только за один день уничтожили 19 вражеских «Тигров», «Королевских тигров» и истребили до 150 солдат и офицеров противника. 9 мая 1945 года Халил Мамедов встретил на земле Чехословакии.
Указом Президиума Верховного Совета СССР от 24 марта 1945 года за образцовое выполнение боевых заданий командования и проявленные при этом мужество, отвагу и героизм майору Мамедову Халилу Мамед оглы присвоено звание Героя Советского Союза с вручением ордена Ленина и медали «Золотая Звезда» (№ 4928).
Из наградного листа:
«Тов. Мамедов на протяжении всех боев с 21 августа по 6 сентября 1944 года по разгрому немецких захватчиков проявил мужество, отвагу и геройство.
21 августа 1944 года тов. Мамедов получил задание овладеть городом. Он смело повел свой батальон на штурм сильно укреплённого пункта противника. Встретив сильное огневое сопротивление и целый ряд препятствий, он повернул свой батальон на юго-восток города, где противник не ожидал появления наших танков. Прорвав передний край обороны противника, танкисты Мамедова, сметая на своем пути отряды заграждения, стремительно ворвались в город и овладели им. Падение этого сильно укреплённого опорного пункта дало возможность развернуть все действующие части и продолжать наступление. 23 августа 1944 года батальон под командованием тов. Мамедова, продолжая выполнять поставленную задачу, вышел на реку. Здесь переправа противника была взорвана. На плечах противника батальон тов. Мамедова форсировал реку и, не давая врагу передышки, пошел в атаку. Немцы, пытаясь задержать продвижение наших танков, выставили на пути движения батальона свои танки. Батальон тов. Мамедова, сделав умелый обход вражеских танков, бесстрашно и стремительно продвигался к городу, которым овладел с ходу, уничтожил находящийся там гарнизон противника. Продолжая дальнейшее выполнение поставленной задачи, танкисты тов. Мамедова овладели городом и станцией.

За 15 дней боев на румынской земле танковый батальон майора Мамедова уничтожил 4 танка, 2 самоходных орудия, 64 артиллерийских орудия, 191 автомашину, 108 пулемётов и 1375 солдат и офицеров противника. В ходе операций было захвачено 3 железнодорожных эшелона с военными грузами, 350 автомашин и взято в плен около 4 тыс. гитлеровцев».

### Послевоенные годы
С 1946 года Халил Мамедов майор запаса. Избирался первым секретарем Азизбековского райкома партии (1951—1952 годы). В 1955 году окончил Высшую партийную школу при ЦК КПСС. На протяжении многих лет находился на ответственной партийной работе в Бакинской парторганизации и в аппарате Центрального Комитета Компартии. Избирался депутатом 4-8 созыва Верховного Совета Азербайджана.
В 1957 году был назначен заместителем министра, затем первым заместителем, а с 1960 по 1965 годы министром охраны общественного порядка (министром внутренних дел) Азербайджана. 23 февраля 1959 года Халилу Мамедову было присвоено звание комиссара милиции 3-го ранга. Генерал-майор милиции в отставке.
Работал заведующим отделом советских органов управления делами Совета министров Азербайджанской ССР. С 1971 по 1974 год являлся председателем Госкомитета по физической культуре и спорту Азербайджанской ССР. Пользовался большим авторитетом и уважением. Под его руководством азербайджанские спортсмены добились ощутимых результатов на всесоюзных и международных соревнованиях.
Умер 21 февраля 1989 года. Похоронен на II Аллее почётного захоронения в Баку.

## Награды
- Медали «Золотая Звезда» № 4928 Героя Советского Союза (24 марта 1945)
- Орден Ленина (24 марта 1945)
- Орден Красного Знамени
- Орден Александра Невского
- Орден Отечественной войны I степени
- Орден Трудового Красного Знамени
- два ордена Красной Звезды
- Орден «Знак Почёта» (27.04.1957) — «за успехи, достигнутые в деле развития массового физкультурного движения в стране, повышения мастерства советских спортсменов, и успешное выступление на международных соревнованиях»
- Медали

## Память
Имя Халила Мамедова носит судно Министерства морского флота. В его честь названы улицы в городах Шуша и Ашхабад.